# Béla Jenbach
Béla Jenbach, nato Béla Jacobowicz (Miskolc, 1º aprile 1871 – Vienna, 1943), è stato un librettista e attore ungherese.
Fu un popolare librettista di operette, fratello della scrittrice Ida Jenbach, giornalista e sceneggiatrice, che venne deportata nel ghetto di Minsk, dove probabilmente morì.

## Biografia
Nato a Miskolc (nell'attuale Ungheria ma, all'epoca appartenente all'Impero austro-ungarico), Béla Jacobowicz giunse a Vienna all'età di diciotto anni. Trovò dei lavori saltuari il cui guadagno impiegò nel pagarsi  lezioni di dizione che gli consentirono in breve tempo di perdere il suo accento ungherese. Iniziò la carriera di attore al Burgtheater di Vienna. Fu in quel periodo che cambiò il proprio nome da Jacobowicz in Jenbach, fidando così - col non ostentare le proprie origini ebraiche - di raggiungere più facilmente il successo.
A causa dei bassi compensi conseguiti con la sua attività di attore, decise di tentare la via della scrittura, diventando librettista, un lavoro che si rivelò decisamente più redditizio.
Ma, durante il periodo nazista, le sue condizioni di lavoro peggiorarono. Jenbach aveva una moglie cattolica e una figlia e non pensò di emigrare. Dal 1940, però, fu costretto a vivere nascosto in una cantina. Visse così per tre anni, colpito anche da un cancro allo stomaco. Malato terminale, venne ricoverato in ospedale, dove morì il 21 gennaio del 1943 nel sanatorio Auersperg. Venne sepolto nel cimitero protestante di Matzleinsdorf. La moglie gli sopravvisse solo otto giorni, morendo di cancro al seno il 29 gennaio. Unica sopravvissuta della famiglia, la figlia dovette affrontare la sua condizione di mezza ebrea in una Vienna ancora sotto il regime nazista.

## Operette
- La principessa della Czarda (Die Csárdásfürstin), in collaborazione con Leo Stein (1915)
- Der Zarewitsch in collaborazione con Heinz Reichert (1927)

## Filmografia
- Die Czardasfürstin, regia di Emil Leyde - (libretto) (1919)
- Zarevic (Der Zarewitsch), regia di Victor Janson - sceneggiatore (1933)
- Princesse Czardas, regia di André Beucler e Georg Jacoby - dall'operetta Die Czardasfürstin  (1934)
- Die Czardasfürstin, regia di Georg Jacoby (1934)
- Paganini  (Gern hab' ich die Frau'n geküßt), regia di E.W. Emo (1934)
- Clò clò (Die ganze Welt dreht sich um Liebe), regia di Viktor Tourjansky (1935)
- Appuntamento alle 5 (The Lilac Domino), regia di Frederic Zelnik (1937)
- Who's Your Lady Friend? (Der Herr ohne Wohnung), regia di Carol Reed (1937)
- Die Csardasfürstin, regia di Georg Jacoby (1951)
- Der Zarewitsch, regia di Arthur Maria Rabenalt (1954)
- Paganini, regia di Theodor Grädler - film tv (1961)
- Die Czardasfürstin, regia di Miklós Szinetár (1971)
- Paganini, regia di Eugen York (1973)
- Der Zarewitsch, regia di Arthur Maria Rabenalt (1973)